# Історична антропологія
Історична антропологія — галузь історичної науки, а у вужчому значенні — теоретико-методологічний підхід в історичній науці, для якої головним об'єктом дослідження є людина, зокрема її історичні та етнічні типи, а не окремі історичні події та процеси. Для історичної антропології властиве цілісне розуміння суспільства як єдності економічної структури, соціальної організації та культури, тобто «всієї сукупності соціальних відносин».
Одним із найважливіших напрямів історичної антропології сьогодні є історія людської ментальності — панівних у суспільстві установок свідомості, системи образів та уявлень. Дослідження ментальності дає можливість пояснити складний взаємозв'язок духовного і соціального розвитку, причини як типових історичних фактів, так і унікальних подій-казусів (Жак Ле Гофф, Жорж Дюбі, А. Гуревич). Такий підхід привів до формування концепції «двох історичних реальностей» — реальності «як такої» та «уявлень про себе», які ця реальність створює у людей конкретної епохи.
Антропологічний історичний підхід є одним із методологічних напрямів постмодернізму в історичній науці, він набув поширення в медієвістських дослідженнях. В останні роки ідеї, науковий інструментарій і підходи історичної антропології використовуються також дослідниками античності, Нового часу та сучасності.